# 산해관

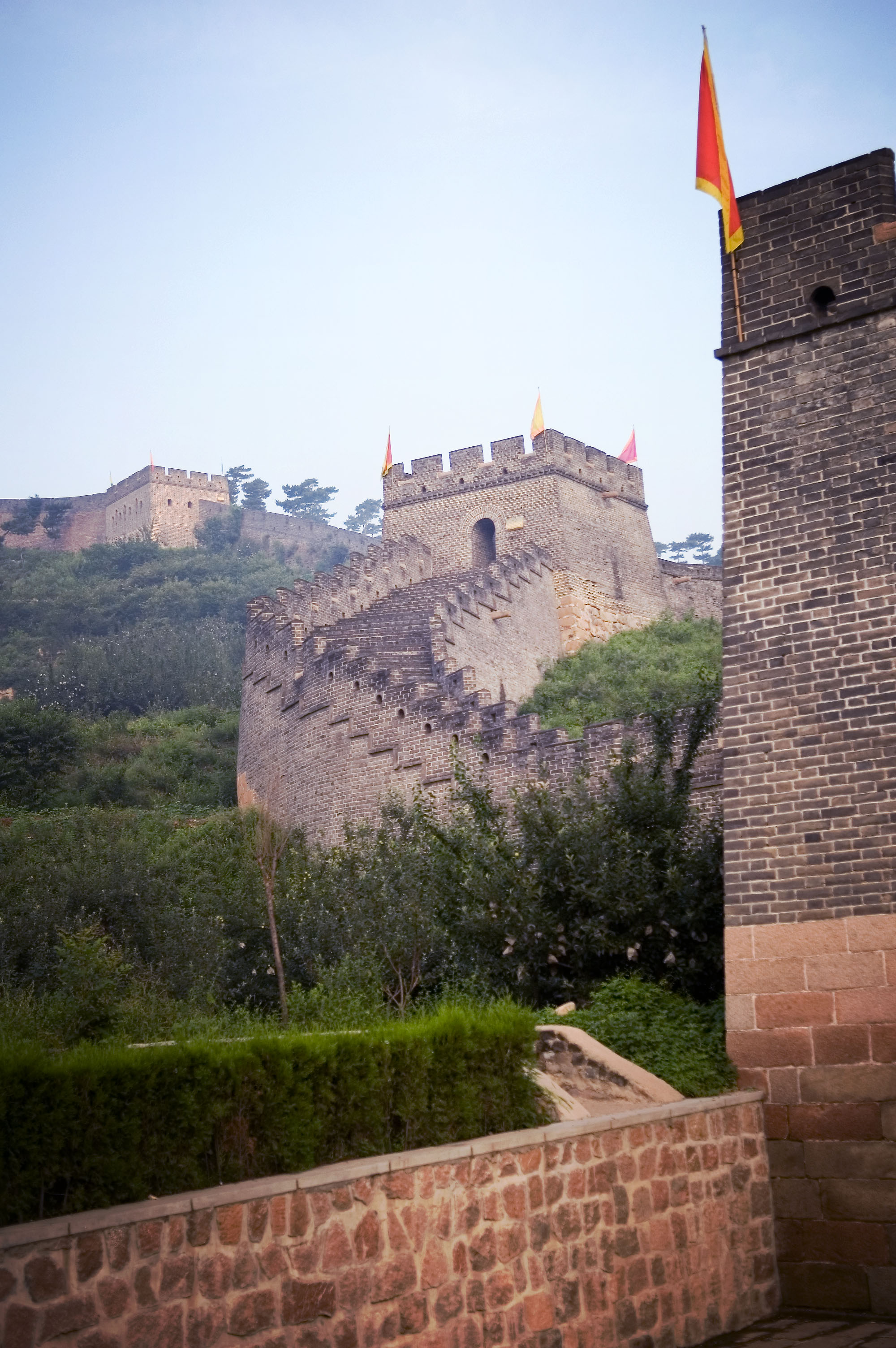
산해관

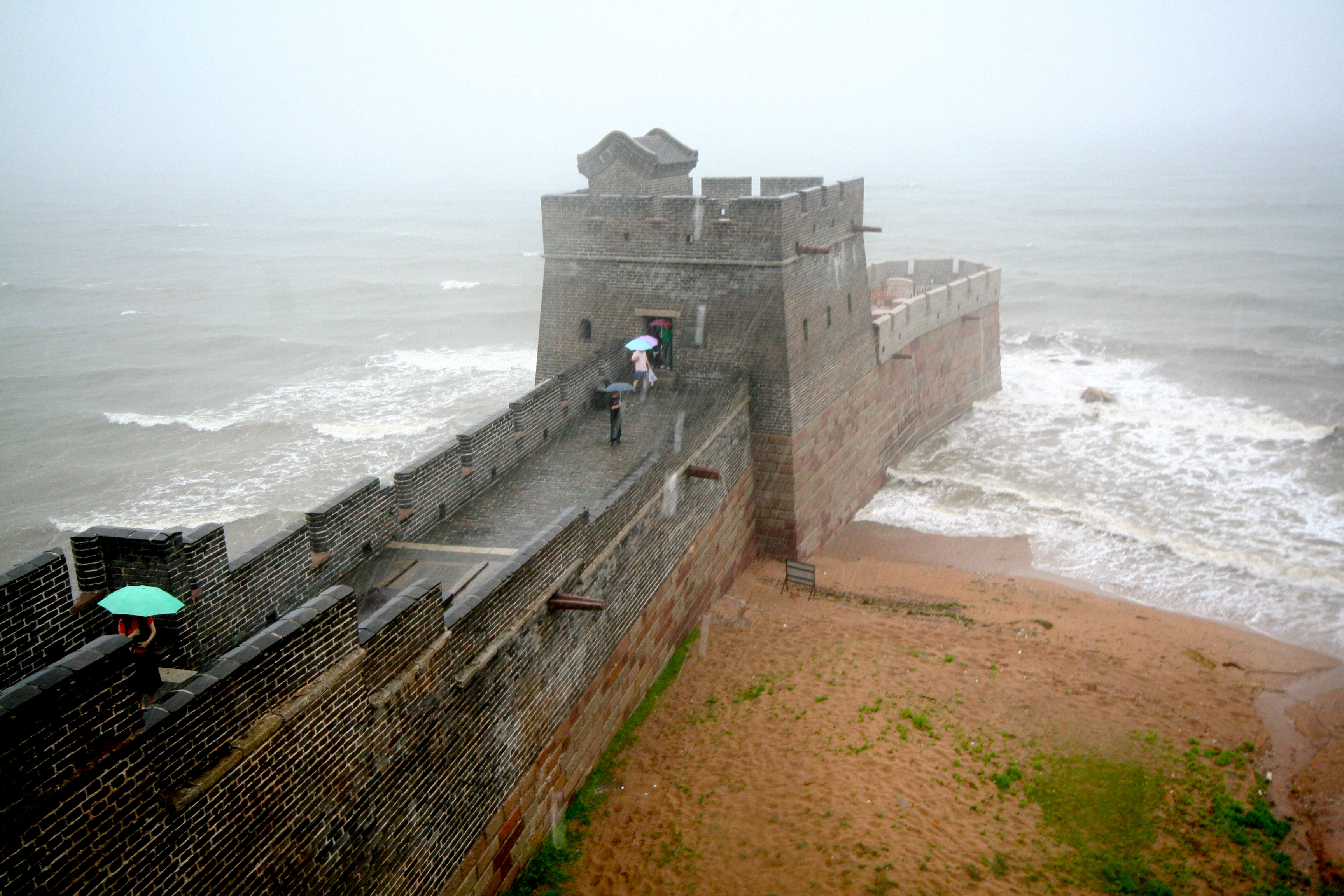

산해관(중국어 간체자: 山海关, 정체자: 山海關)은 만리장성의 동쪽 끝에 있는 관문으로, 군사 요충지였다. 중화인민공화국 허베이성 친황다오시 산하이관구에 속한다. 북서로는 옌산산맥, 동으로는 보하이만이 있다.

## 개요
만리장성 동단에서 만날 최초 관문이라는 의미의 별칭인 "천하제일관"으로 불리는 산해관을 통과하여 중원으로 향로(向路)를 입관한다고 하며, 그 외부에 있는 동북 지역을 ‘관외’나 ‘관동’이라고 칭해서 명칭인 관동주와 관동군도, 이 관을 기준으로 그 동 측을 관동이라고 명명했던 실정(實情)에서 유래한다.

## 역사

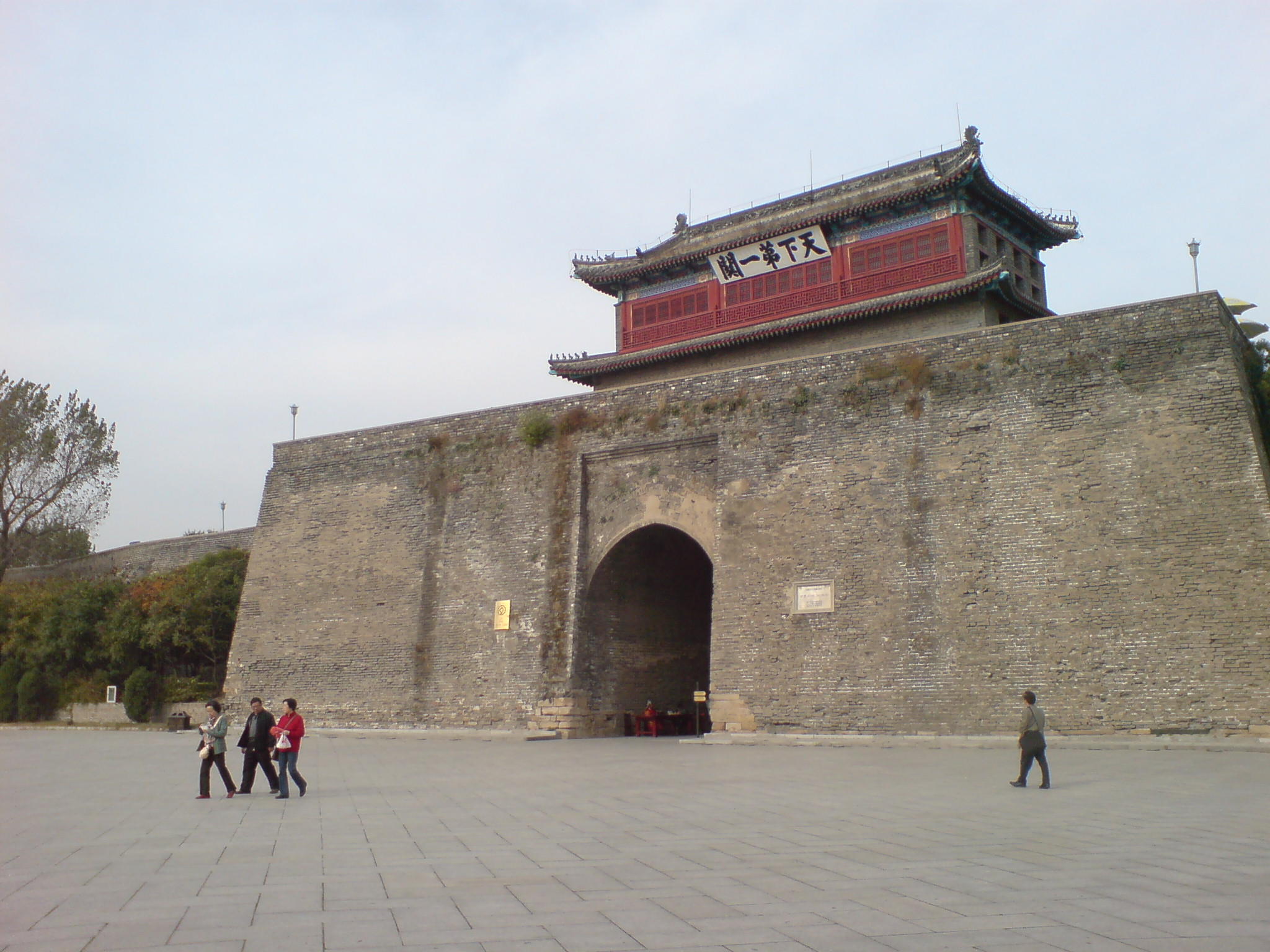
천하제일관 산해관

산해관 동쪽은 고조선의 영토였다 연나라에게 빼앗기고 한(漢) 때는 “임유관”으로 칭했고 수(隋) 때 문제(文帝)의 오만한 국서에 반발 598년 고구려 영양왕 때 장군 강이식이 선제공격했던 임유관 전투의 배경지이다.
명 때는 산해위를 설치하면서 산해관으로 불렀다. 명 말 누르하치, 홍타이지에 의한 만주족 침입을 몇 번이나 잘 방어한 수장 오삼계가 청에 항복할 때까지 난공불락 요새였다. 청 성립 후 공식 이름을 임유현으로 바뀌었지만, 그 후에도 산해관으로 부르기도했다.
1931년 유조호 사건(만주사변 발발), 1932년의 만주국 건국과 계속되는 전화의 확대로 1933년 1월에 일본군이 산해관을 점령하면서, 북경 공략 동부 루트가 열리면서 2월에는 열하 작전을 진행하여 열하성을 장악하고 만주국에 병합되었다.

## 같이 보기
- 옥문관 - 만리장성의 서쪽 끝
- 임유관 전투
- 관동군
- 만리장성